# 日像鏡與日矛鏡
日像鏡（日语：ひがたのかがみ）與日矛鏡（日语：ひぼこのかがみ）乃是日本神話裡伊斯許理度賣命製作八咫鏡（三神器之一）前，所製作出來的兩面鏡子，現在被位於和歌山縣和歌山市的日前神宮與國懸神宮所供奉。

## 概要

### 日本書紀之記載
《日本書紀》卷第一記載的第一種說法描述天照大神躲入天石窟後，思兼神命石凝姥命為冶工，採集天香山之金製作日矛、剝真名鹿之皮以作天羽皮吹；故此神即位在紀伊國的「日前大神」。

### 其他之記載
按《紀伊國造系圖》所記，天照大神躲入天岩戶後大地陷入一片黑暗，石凝姥命和天道根命受高天原眾神所託，製作日像鏡與日矛鏡，以便頌禱祝詞。後來天孫降臨葦原中國，天照大神將前述二神器，加上聖矛等三神器授予天孫，天道根命隨侍在側。神武天皇東征之際，東征大軍將此二神器迎奉至紀伊國賀太浦，暫時安置在木本鄉（今和歌山縣和歌山市木之本），隨後又移祀至名草郡毛見鄉，在海中隆起的奇岩上建立宮殿以祭祀，祈求神武天皇征戰成功順利。神武天皇之兄長五瀨命遭長髓彥軍之流箭射穿身亡，葬於竃山（今和歌山市和田），遂選定日前神宮與國懸神宮現址，以祭祀此二神器。最後神武天皇在橿原宮即位時論功行賞，命紀氏為紀伊國造。後者娶當地神明之女地道女命為妻，生下比古麻命，世代為日前神宮、國懸神宮之神職人員。

## 解說
由於猛烈的陽光會灼傷皮膚，直視太陽又覺得刺眼，因此「日矛」便是陽光的象徵。《平家物語》曾提及，因天照大神對這兩面鏡子不甚滿意，故石凝姥命才重新製作出八咫鏡。日前神宮與國懸神宮將此二神器視為天照大御神的「前靈」（（日語）さきみたま），日前神宮供奉日像鏡、國懸神宮則為日矛鏡。

## 內部連結
- 日前神宮與國懸神宮
- 伊斯許理度賣命
- 八咫鏡

## 外部連結
- （日語）神宮概略 － 日前神宮・國懸神宮（日前宮）